# Cilolohan
Cilolohan is een bestuurslaag in het regentschap Tasikmalaya van de provincie West-Java, Indonesië. Cilolohan telt 4667 inwoners (volkstelling 2010).